# ツェッペリン・シュターケン R.VI
ツェッペリン・シュターケン R.VI
ツェッペリン・シュターケン R.VI
- 用途：爆撃機
- 設計者：アレクサンダー・バウマン
- 製造者：ツェッペリン飛行船会社
- 運用者：ドイツ帝国軍航空隊
- 初飛行：1916年
- 生産数：18機
- 生産開始：1917年
- 運用状況：退役

ツェッペリン・シュターケン R.VI (Zeppelin - Staaken R.VI) はツェッペリン飛行船会社が製造し、第一次世界大戦で使用されたドイツの複葉爆撃機である。
製作会社の名前を一般に“ツェッペリン・シュターケン”とするが、これはツェッペリン飛行船会社が製作した航空機のうちベルリンのシュパンダウ区においたシュターケン製作所(Flugplatz Staaken / Zeppelinwerke)で作られた物である事による。

## 概要
ドイツ帝国陸軍が推し進めた“R計画”（Rはドイツ語のRiesenflugzeug「巨大航空機」の頭文字）に基づき製作された。R.VIの原型機は1916年後半に初飛行した。程なく量産命令が下り他社生産分も含め18機が1918年7月までに納入されたといわれる。
構造についてはこれまでの大型爆撃機とはうってかわって常識的なものとなっている。3張間の支柱と補助張線に支持された細長い主翼の上下翼間に串型に2基ずつの発動機が胴体左右に搭載されており、胴体は木金混合構造で、密閉された所謂“電車型”と呼ばれるコクピットと、そこから突き出した爆撃照準席兼銃座があった。爆弾の最大搭載量は2tだが、ロンドンなど長距離爆撃の際は1t程度に抑えられていた。
本機はゴータ G.IV等と共にロンドン空襲に用いられた。

## 性能諸元

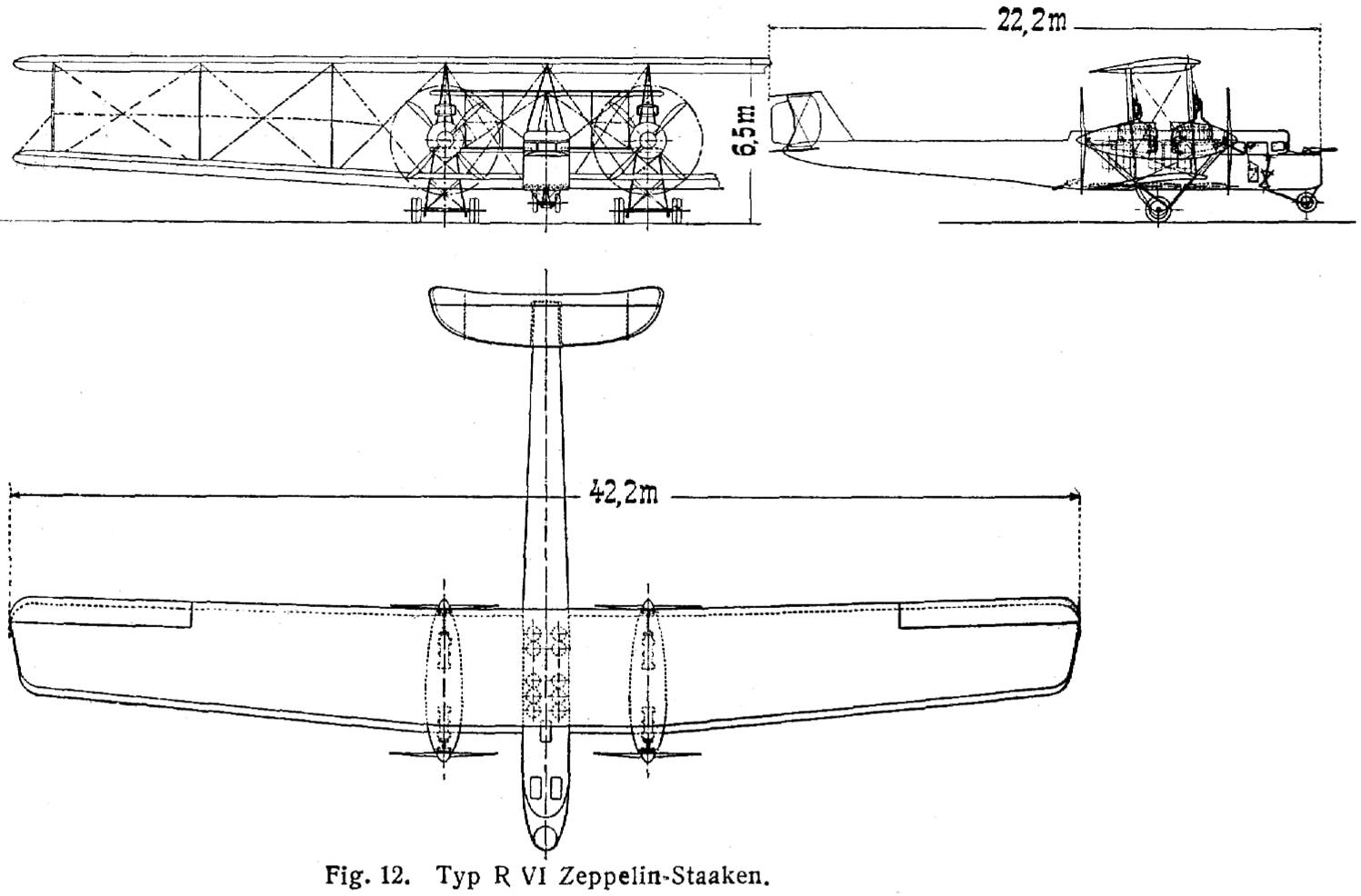

※使用単位についてはWikipedia:ウィキプロジェクト 航空/物理単位も参照
- 全長： 22.10 m
- 全幅： 42.20 m
- 全高： 6.30 m
- 翼面積： 332.0 m2
- 自重： 7,460 kg
- 全備重量： 11,460 kg
- 発動機： メルセデスD.IVa 水冷列型6気筒260HP
- 最大速度： 130 km/h
- 航続距離： 8時間
- 実用上昇限度： 3,800 m

- 乗員： 7 名
- 武装： lMG14パラベラム7.92 mm機銃 ×4（旋回)

爆弾類：最大 2t